# Estadi Barema Bocoum
L'Estadi Barema Bocoum és un estadi esportiu de la ciutat de Mopti, a Mali.
És la seu del club Débo Mopti i té una capacitat per a 20.000 espectadors.
Va ser inaugurat l'any 2001. Va ser seu de la Copa d'Àfrica de Nacions 2002.